# Heiko von der Leyen

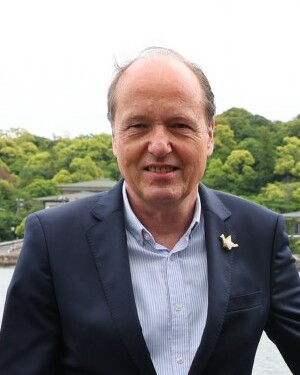
Heiko von der Leyen, 2023

Heiko Echter von der Leyen (* 2. Juni 1955 in Hannover) ist ein deutscher Mediziner und Ehemann der Politikerin Ursula von der Leyen. Er war Hochschullehrer in Hannover und ist seit 2020 medizinischer Direktor des US-amerikanischen biopharmazeutischen Unternehmens Orgenesis Inc.

## Leben
Heiko von der Leyen wurde geboren als Sohn des Arztes Ulrich von der Leyen (1918–1992) und dessen Frau Cornelia Maria, geb. Groth (1922–2014). Er absolvierte ein Studium der Medizin an der Universität Hamburg, der Medizinischen Hochschule Hannover (MHH) und der Stanford University, USA. 1986 wurde er in Hannover promoviert. Im Anschluss daran war er als Fakultätsmitglied der Stanford University mit dem Schwerpunkt Kardiovaskuläre Gentherapie weiterhin in der Forschung tätig. 1998 habilitierte er sich an der Medizinischen Hochschule Hannover (MHH) und wurde dort 2002 zum außerplanmäßigen Professor für Innere Medizin und experimentelle Kardiologie ernannt (Abteilung Kardiologie und Angiologie).
Zugleich war er für die im Juli 2001 gegründete Artiss GmbH in Hannover als Geschäftsführer tätig. Die Artiss GmbH hatte sich – in Zusammenarbeit mit der Medizinischen Hochschule Hannover (Leibniz-Forschungslaboratorien für Biotechnologie und künstliche Organe, LEBAO) – die Entwicklung neuer biologischer Mitral-Herzklappen auf der Basis von körpereigenen Zellen (aus dem Gefäßsystem des Empfängers, oder auch Stammzellen aus seinem Blut oder Knochenmark) zum Ziel gesetzt. Am 6. Oktober 2005 gründeten die Medizinische Hochschule Hannover (MHH) und die (am 1. April 2003 als Wirtschaftsentwicklungsgesellschaft der Landeshauptstadt und Region Hannover gegründete) Hannoverimpuls GmbH die Hannover Clinical Trial Center GmbH (HCTC) als Dienstleister für klinische Studien, deren Geschäftsführer von der Leyen wurde.
Seit September 2020 ist von der Leyen Medizinischer Direktor des US-amerikanischen biopharmazeutischen Unternehmens Orgenesis Inc., das sich auf die Entwicklung von Zell- und Gentherapien spezialisiert hat.

## Familie
Heiko von der Leyen ist mit der CDU-Politikerin und EU-Kommissionspräsidentin Ursula von der Leyen (geb. Albrecht) verheiratet. Ein Sprecher der EU-Kommission erklärte, allein dadurch, dass eine Firma, die den Ehemann eines hochrangigen Kommissionsmitglieds beschäftigt, EU- und nationale Fördergelder erhält, entstehe „grundsätzlich kein Interessenkonflikt“. Das Paar hat sieben Kinder. Er ist ein Nachfahre der Krefelder Seidenweberfamilie Leyen.